# Kolima
Kolima este o arie protejată (arie specială de conservare — SAC, sit de importanță comunitară — SCI, arie de protecție specială avifaunistică — SPA) din Finlanda întinsă pe o suprafață de 4.769 ha, integral pe uscat.

## Localizare
Centrul sitului Kolima este situat la coordonatele 63°17′48″N 25°44′33″E / 63.2967°N 25.7425°E.

## Înființare
Situl Kolima a fost declarat sit de importanță comunitară în august 1998 pentru a proteja 15 specii de animale. Alte tipuri de protecție:
- arie de protecție specială avifaunistică (în august 1998)[2]
- arie specială de conservare (în aprilie 2015)[1][3][4]

## Biodiversitate
Situată în ecoregiunea boreală, aria protejată conține 6 habitate naturale: Ape oligotrofe din câmpii nisipoase, cu un conținut foarte redus de minerale (Littorelletalia uniflorae), Mlaștini turboase de tranziție și turbării mișcătoare, Roci stâncoase cu vegetație pionieră de Sedo-Scleranthion sau Sedo albi-Veronicion dillenii, Taiga vestică, Păduri de conifere pe eskere fluvioglaciare sau legate la acestea, Mlaștini împădurite.
La baza desemnării sitului se află mai multe specii protejate de  păsări (15): rață sulițar (Anas acuta), rața moțată (Aythya fuligula), Branta leucopsis, lebădă de iarnă (Cygnus cygnus), șoim de iarnă (Falco columbarius), șoimul rândunelelor (Falco subbuteo), vânturel roșu (Falco tinnunculus), cufundar polar (Gavia arctica), cufundar mic (Gavia stellata), Hydrocoloeus minutus, pescăruș râzător (Larus ridibundus), Mergellus albellus, corcodel-cu-gât-roșu (Podiceps grisegena), Spatula clypeata, chiră de baltă (Sterna hirundo).
Pe lângă speciile protejate, pe teritoriul sitului au mai fost identificate 9 specii de plante, 2 specii de păsări, 1 specie de nevertebrate, 1 specie de pești.